# Ekeby (Ekerö)
Ekeby is een plaats in de gemeente Ekerö in het landschap Uppland en de provincie Stockholms län in Zweden. De plaats heeft 68 inwoners (2005) en een oppervlakte van 35 hectare. Het ligt aan de Mälaren.